# Кико (футболист, 1988)
Франси́ско Хосе́ Оли́вас А́льба (исп. Francisco José Olivas Alba, известный также как Кико; 21 августа 1988, Антекера) — испанский футболист, защитник.

## Клубная карьера
Начинал футбольную карьеру в клубе «Малага», пройдя путь от юниорской до основной команды. За первую команду клуба он провёл пять матчей. Летом 2007 года защитник перешёл в «Вильярреал». За вторую команду клуба, «Вильярреал B», Кико провёл более 120 матчей в Сегунде и Сегунде B. Он дебютировал в первой команде клуба 30 августа 2009 года в матче против «Осасуны», отыграв все 90 минут. Во втором матче — против «Валенсии» защитник был удалён за грубый фол в своей штрафной против Давида Вильи. На данный момент за первую команду «Вильярреала» Кико провёл шесть игр.

## Карьера в сборной
В 2009 году Кико вызывался в молодёжную сборную Испании. За неё он провёл 4 встречи.